# Valdeolivas

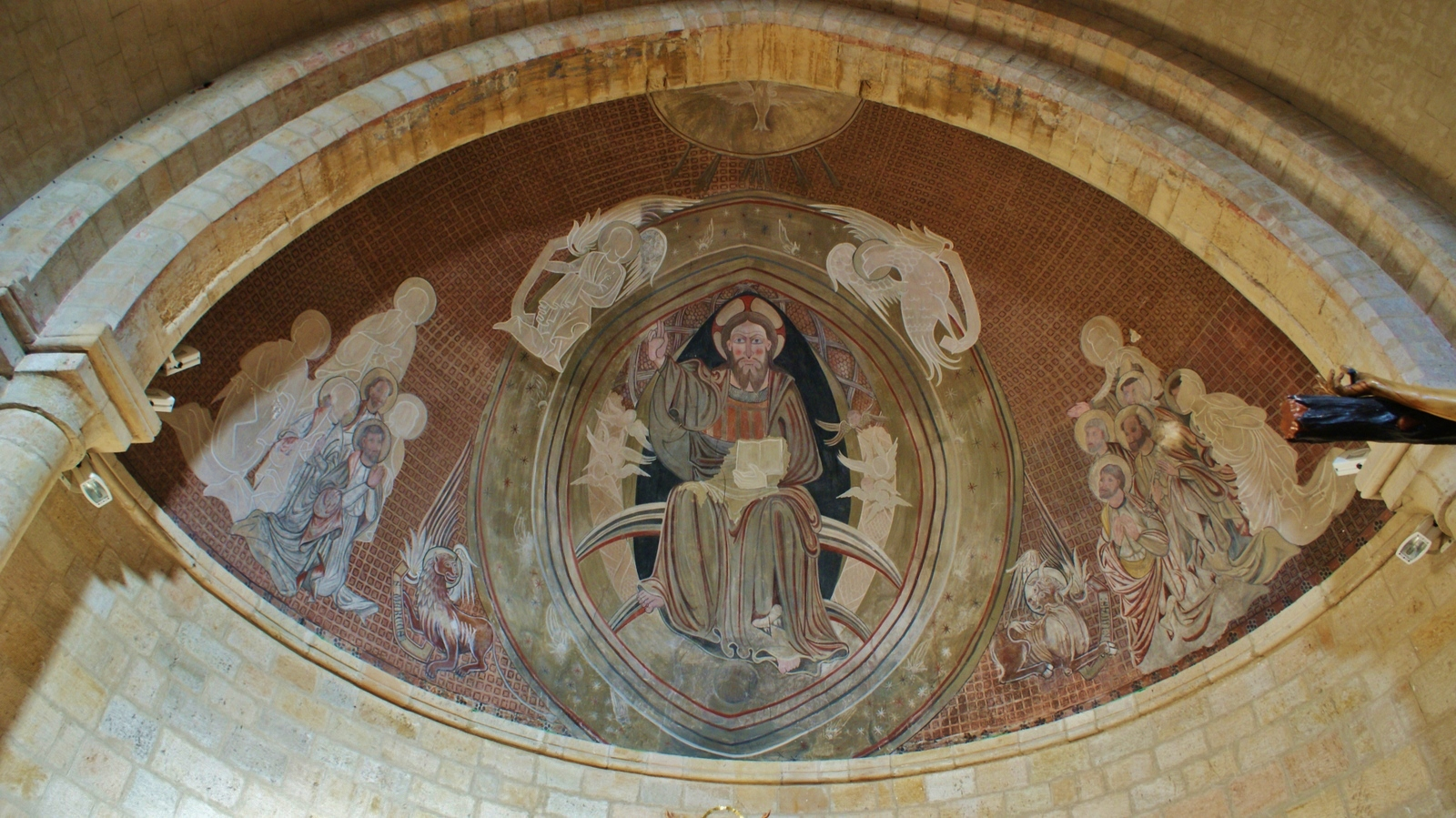
Apsisfresko mit Pantokrator (um 1320)

Valdeolivas ist ein Ort und eine Gemeinde (municipio) mit insgesamt nur noch 202 Einwohnern (Stand: 2024) im Norden der Provinz Cuenca in der Autonomen Region Kastilien-La Mancha. Valdeolivas lag an der Ruta de la Lana, einem einstmals bedeutenden Handels- und Pilgerweg, der von Alicante kommend, bis nach Burgos führte. Die Gemeinde gehört heute zur dünn besiedelten Region der Serranía Celtibérica.

## Lage und Klima
Der Ort Valdeolivas liegt auf der Westseite des Iberischen Gebirges in einer Höhe von 925 m. Die Provinzhauptstadt Cuenca liegt gut 66 km (Fahrtstrecke) südöstlich. Das Klima im Winter ist gemäßigt, im Sommer dagegen warm bis heiß; die eher geringen Niederschlagsmengen (ca. 425 mm/Jahr) fallen – mit Ausnahme der nahezu regenlosen Sommermonate – verteilt übers ganze Jahr.

## Bevölkerungsentwicklung
| Jahr      | 1857  | 1900  | 1950  | 2000 | 2019 |
| Einwohner | 1.371 | 1.199 | 1.251 | 289  | 202  |

Aufgrund der Mechanisierung der Landwirtschaft, der Aufgabe bäuerlicher Kleinbetriebe und des daraus resultierenden Verlusts von Arbeitsplätzen ist die Einwohnerzahl der Gemeinde seit der Mitte des 20. Jahrhunderts stark rückläufig (Landflucht).

## Wirtschaft
Auch wegen der Höhenlage des Ortes basierte die Wirtschaft jahrhundertelang im Wesentlichen auf Selbstversorgung; städtische Märkte waren zu weit entfernt. Ackerbau war in der gebirgigen und felsigen Landschaft nur sehr eingeschränkt möglich; man widmete sich deshalb vorrangig der Viehwirtschaft, deren haltbare Produkte (Käse, Fleisch, Wolle und Tierhäute) manchmal von fahrenden Händlern aufgekauft und weiter verhandelt wurden.

## Geschichte
Zur Geschichte des Ortes ist nicht viel bekannt; iberische, römische, westgotische und selbst islamisch-maurische Funde wurden nicht gemacht. Man muss deshalb annehmen, dass die hochgelegene Gegend bis um das Jahr 1000 nicht besiedelt war und nur als Sommerweide diente. Die Situation änderte sich nach der Rückeroberung (reconquista) der Stadt Cuenca und ihres Umlands durch die Truppen Alfons’ VIII. von Kastilien im Jahr 1177. Wenige Jahrzehnte später entstand die romanische Kirche des Ortes, der in der ersten Hälfte des 14. Jahrhunderts zur riesigen Grundherrschaft (señorio) des Infanten Juan Manuel († 1348) gehörte. Diese wurde ca. 150 Jahre später von den Katholischen Königen in das Herzogtum El Infantado integriert.

## Sehenswürdigkeiten
- Das Ortsbild mit seinen alten, meist verputzten Bruchsteinhäusern ist durchaus sehenswert.
- Die bedeutendste Sehenswürdigkeit des Ortes ist die spätromanisch-frühgotische Iglesia de Nuestra Señora de la Asunción, deren gewaltiger Glockenturm (campanario) auf quadratischem Grundriss errichtet wurde. Während Untergeschosse des Turmes geschlossen sind, öffnen sich die drei Obergeschosse durch Doppelarkaden nach allen Seiten. Das Kircheninnere ist einschiffig und wird von einem Spitztonnengewölbe bedeckt. In der Apsiskalotte befindet sich ein restauriertes Fresko aus dem frühen 14. Jahrhundert mit der Darstellung Christi als Pantokrator in einer Mandorla auf einem Regenbogenthron und umgeben von den 4 Evangelistensymbolen.